# Таос (Нью-Мексико)
Таос (англ. Taos) — місто (англ. town) на південному заході США, адміністративний центр округу Таос штату Нью-Мексико. Населення — 6474 особи (2020). Широко відомий центр індіанської культури.

## Географія
Таос розташований за координатами 36°23′13″ пн. ш. 105°34′49″ зх. д. / 36.38694° пн. ш. 105.58028° зх. д. (36.386832, -105.580252). За даними Бюро перепису населення США в 2010 році місто мало площу 14,75 км², уся площа — суходіл.

### Клімат
Місто знаходиться у зоні, котра характеризується вологим континентальним кліматом з теплим літом. Найтепліший місяць — липень із середньою температурою 20.2 °C (68.3 °F). Найхолодніший місяць — січень, із середньою температурою -3.8 °С (25.2 °F).
| Клімат Таоса            | Клімат Таоса | Клімат Таоса | Клімат Таоса | Клімат Таоса | Клімат Таоса | Клімат Таоса | Клімат Таоса | Клімат Таоса | Клімат Таоса | Клімат Таоса | Клімат Таоса | Клімат Таоса | Клімат Таоса |
| Показник                | Січ.         | Лют.         | Бер.         | Квіт.        | Трав.        | Черв.        | Лип.         | Серп.        | Вер.         | Жовт.        | Лист.        | Груд.        | Рік          |
| Абсолютний максимум, °C | 10,3         | 11,8         | 15,3         | 21,3         | 27,4         | 30,5         | 31,4         | 30,6         | 26,6         | 20,9         | 15,6         | 10,6         | 31,4         |
| Середній максимум, °C   | 4,2          | 6,8          | 11,2         | 15,8         | 21,1         | 27,1         | 29,2         | 27,7         | 24,3         | 18,3         | 10,4         | 5,3          | 16,8         |
| Середня температура, °C | −3,8         | −0,5         | 3,6          | 7,4          | 12,3         | 17,6         | 20,2         | 19,3         | 15,6         | 9,6          | 2,3          | −2,7         | 8,4          |
| Середній мінімум, °C    | −11,8        | −7,8         | −3,9         | −1,1         | 3,4          | 8            | 11,1         | 10,8         | 6,8          | 0,7          | −5,7         | −10,7        | 0            |
| Абсолютний мінімум, °C  | −17,1        | −12,6        | −7,1         | −3,6         | 0,7          | 6,3          | 9,6          | 8,6          | 5            | −2,1         | −9,5         | −16          | −17,1        |
| Норма опадів, мм        | 15           | 14           | 21           | 21           | 30           | 25           | 36           | 48           | 34           | 30           | 23           | 16           | 312          |
| Днів з опадами          | 5            | 6            | 7            | 7            | 7            | 7            | 12           | 11           | 7            | 5            | 4            | 5            | 83           |
| ----------------------- | ------------ | ------------ | ------------ | ------------ | ------------ | ------------ | ------------ | ------------ | ------------ | ------------ | ------------ | ------------ | ------------ |
| Джерело: Weatherbase    |              |              |              |              |              |              |              |              |              |              |              |              |              |

## Демографія
Згідно з переписом 2010 року, у місті мешкало 5716 осіб у 2672 домогосподарствах у складі 1353 родин. Густота населення становила 387 осіб/км². Було 3318 помешкань (225/км²).
Расовий склад населення:
| - 71,1 % — білих - 5,3 % — корінних американців - 1,0 % — азіатів - 0,7 % — чорних або афроамериканців - 16,5 % — осіб інших рас |

До двох чи більше рас належало 5,4 %. Частка іспаномовних становила 51,9 % від усіх жителів.
За віковим діапазоном населення розподілялося таким чином: 21,1 % — особи молодші 18 років, 59,9 % — особи у віці 18—64 років, 19,0 % — особи у віці 65 років та старші. Медіана віку мешканця становила 44,0 року. На 100 осіб жіночої статі у місті припадало 85,9 чоловіків; на 100 жінок у віці від 18 років та старших — 79,8 чоловіків також старших 18 років.
Середній дохід на одне домашнє господарство становив 42 414 долари США (медіана — 31 112), а середній дохід на одну сім'ю — 47 205 доларів (медіана — 35 638). Медіана доходів становила 32 067 доларів для чоловіків та 31 403 долари для жінок. За межею бідності перебувало 21,8 % осіб, у тому числі 37,8 % дітей у віці до 18 років та 11,8 % осіб у віці 65 років та старших.
Цивільне працевлаштоване населення становило 2497 осіб. Основні галузі зайнятості: мистецтво, розваги та відпочинок — 20,9 %, освіта, охорона здоров'я та соціальна допомога — 20,5 %, роздрібна торгівля — 13,4 %, науковці, спеціалісти, менеджери — 10,5 %.